# Roland Sallai
Roland Sallai (sinh ngày 22 tháng 5 năm 1997) là một cầu thủ bóng đá chuyên nghiệp người Hungary thi đấu ở vị trí tiền vệ cho câu lạc bộ SC Freiburg tại Bundesliga và đội tuyển quốc gia Hungary.

## Thống kê sự nghiệp

### Câu lạc bộ
Tính đến ngày 18 tháng 5 năm 2024
| Câu lạc bộ          | Mùa giải            | Giải đấu               | Giải đấu | Giải đấu | Cúp quốc gia | Cúp quốc gia | Cúp liên đoàn | Cúp liên đoàn | Châu Âu | Châu Âu | Tổng cộng | Tổng cộng |
| Câu lạc bộ          | Mùa giải            | Hạng                   | Trận     | Bàn      | Trận         | Bàn          | Trận          | Bàn           | Trận    | Bàn     | Trận      | Bàn       |
| ------------------- | ------------------- | ---------------------- | -------- | -------- | ------------ | ------------ | ------------- | ------------- | ------- | ------- | --------- | --------- |
| Puskás Akadémia     | 2013–14             | NB I                   | 0        | 0        | 0            | 0            | 1             | 0             | —       | —       | 1         | 0         |
| Puskás Akadémia     | 2014–15             | NB I                   | 16       | 2        | 3            | 0            | 3             | 1             | —       | —       | 22        | 3         |
| Puskás Akadémia     | 2015–16             | NB I                   | 31       | 1        | 1            | 0            | 0             | 0             | —       | —       | 32        | 1         |
| Puskás Akadémia     | 2017–18             | NB I                   | 1        | 0        | 0            | 0            | 0             | 0             | —       | —       | 1         | 0         |
| Puskás Akadémia     | Tổng cộng           | Tổng cộng              | 48       | 3        | 4            | 0            | 4             | 1             | —       | —       | 56        | 4         |
| Palermo (mượn)      | 2016–17             | Serie A                | 21       | 1        | 1            | 0            | —             | —             | —       | —       | 22        | 1         |
| APOEL               | 2017–18             | Cypriot First Division | 29       | 9        | 4            | 0            | —             | —             | 6       | 0       | 39        | 9         |
| APOEL               | 2018–19             | Cypriot First Division | 0        | 0        | 0            | 0            | —             | —             | 7       | 1       | 7         | 1         |
| APOEL               | Tổng cộng           | Tổng cộng              | 29       | 9        | 4            | 0            | —             | —             | 13      | 1       | 46        | 10        |
| SC Freiburg         | 2018–19             | Bundesliga             | 10       | 2        | 0            | 0            | —             | —             | —       | —       | 10        | 2         |
| SC Freiburg         | 2019–20             | Bundesliga             | 21       | 2        | 2            | 0            | —             | —             | —       | —       | 23        | 2         |
| SC Freiburg         | 2020–21             | Bundesliga             | 28       | 8        | 1            | 0            | —             | —             | —       | —       | 29        | 8         |
| SC Freiburg         | 2021–22             | Bundesliga             | 31       | 4        | 5            | 1            | —             | —             | —       | —       | 36        | 5         |
| SC Freiburg         | 2022–23             | Bundesliga             | 19       | 1        | 4            | 1            | —             | —             | 3       | 0       | 26        | 2         |
| SC Freiburg         | 2023–24             | Bundesliga             | 27       | 3        | 1            | 1            | —             | —             | 9       | 4       | 37        | 8         |
| SC Freiburg         | Tổng cộng           | Tổng cộng              | 136      | 20       | 13           | 3            | —             | —             | 12      | 4       | 161       | 27        |
| Tổng cộng sự nghiệp | Tổng cộng sự nghiệp | Tổng cộng sự nghiệp    | 234      | 33       | 22           | 3            | 4             | 1             | 25      | 5       | 285       | 42        |

1. ↑  Bao gồm Magyar Kupa, Coppa Italia, Cypriot Cup, DFB-Pokal
2. ↑  Bao gồm Ligakupa

### Quốc tế
Tính đến ngày 8 tháng 6 năm 2024
| Đội tuyển quốc gia | Năm       | Trận | Bàn |
| ------------------ | --------- | ---- | --- |
| Hungary            | 2016      | 1    | 0   |
| Hungary            | 2017      | 5    | 0   |
| Hungary            | 2018      | 6    | 1   |
| Hungary            | 2019      | 4    | 0   |
| Hungary            | 2020      | 4    | 1   |
| Hungary            | 2021      | 10   | 3   |
| Hungary            | 2022      | 8    | 4   |
| Hungary            | 2023      | 7    | 3   |
| Hungary            | 2024      | 4    | 1   |
| Tổng cộng          | Tổng cộng | 49   | 13  |

Bàn thắng và kết quả của Hungary được để trước.
| #  | Ngày                 | Địa điểm                                        | Đối thủ      | Bàn thắng | Kết quả | Giải đấu                      |
| -- | -------------------- | ----------------------------------------------- | ------------ | --------- | ------- | ----------------------------- |
| 1  | 11 tháng 9 năm 2018  | Groupama Arena, Budapest, Hungary               | Hy Lạp       | 1–0       | 2–1     | UEFA Nations League 2018–19   |
| 2  | 6 tháng 9 năm 2020   | Puskás Aréna, Budapest, Hungary                 | Nga          | 1–3       | 2–3     | UEFA Nations League 2020–21   |
| 3  | 25 tháng 3 năm 2021  | Puskás Aréna, Budapest, Hungary                 | Ba Lan       | 1–0       | 3–3     | Vòng loại FIFA World Cup 2022 |
| 4  | 28 tháng 3 năm 2021  | Sân vận động San Marino, Serravalle, San Marino | San Marino   | 2–0       | 3–0     | Vòng loại FIFA World Cup 2022 |
| 5  | 12 tháng 10 năm 2021 | Sân vận động Wembley, London, Anh               | Anh          | 1–0       | 1–1     | Vòng loại FIFA World Cup 2022 |
| 6  | 29 tháng 3 năm 2022  | Windsor Park, Belfast, Bắc Ireland              | Bắc Ireland  | 1–0       | 1–0     | Giao hữu                      |
| 7  | 14 tháng 6 năm 2022  | Sân vận động Molineux, Wolverhampton, Anh       | Anh          | 1–0       | 4–0     | UEFA Nations League 2022–23   |
| 8  | 14 tháng 6 năm 2022  | Sân vận động Molineux, Wolverhampton, Anh       | Anh          | 2–0       | 4–0     | UEFA Nations League 2022–23   |
| 9  | 20 tháng 11 năm 2022 | Puskás Aréna, Budapest, Hungary                 | Hy Lạp       | 1–0       | 2–1     | Giao hữu                      |
| 10 | 20 tháng 6 năm 2023  | Puskás Aréna, Budapest, Hungary                 | Litva        | 2–0       | 2–0     | Vòng loại UEFA Euro 2024      |
| 11 | 10 tháng 9 năm 2023  | Puskás Aréna, Budapest, Hungary                 | Cộng hòa Séc | 1–0       | 1–1     | Giao hữu                      |
| 12 | 14 tháng 10 năm 2023 | Puskás Aréna, Budapest, Hungary                 | Serbia       | 2–1       | 2–1     | Vòng loại UEFA Euro 2024      |
| 13 | 8 tháng 6 năm 2024   | Sân vận động Nagyerdei, Debrecen, Hungary       | Israel       | 1–0       | 3–0     | Giao hữu                      |